# Гремящий (эсминец, 1937)

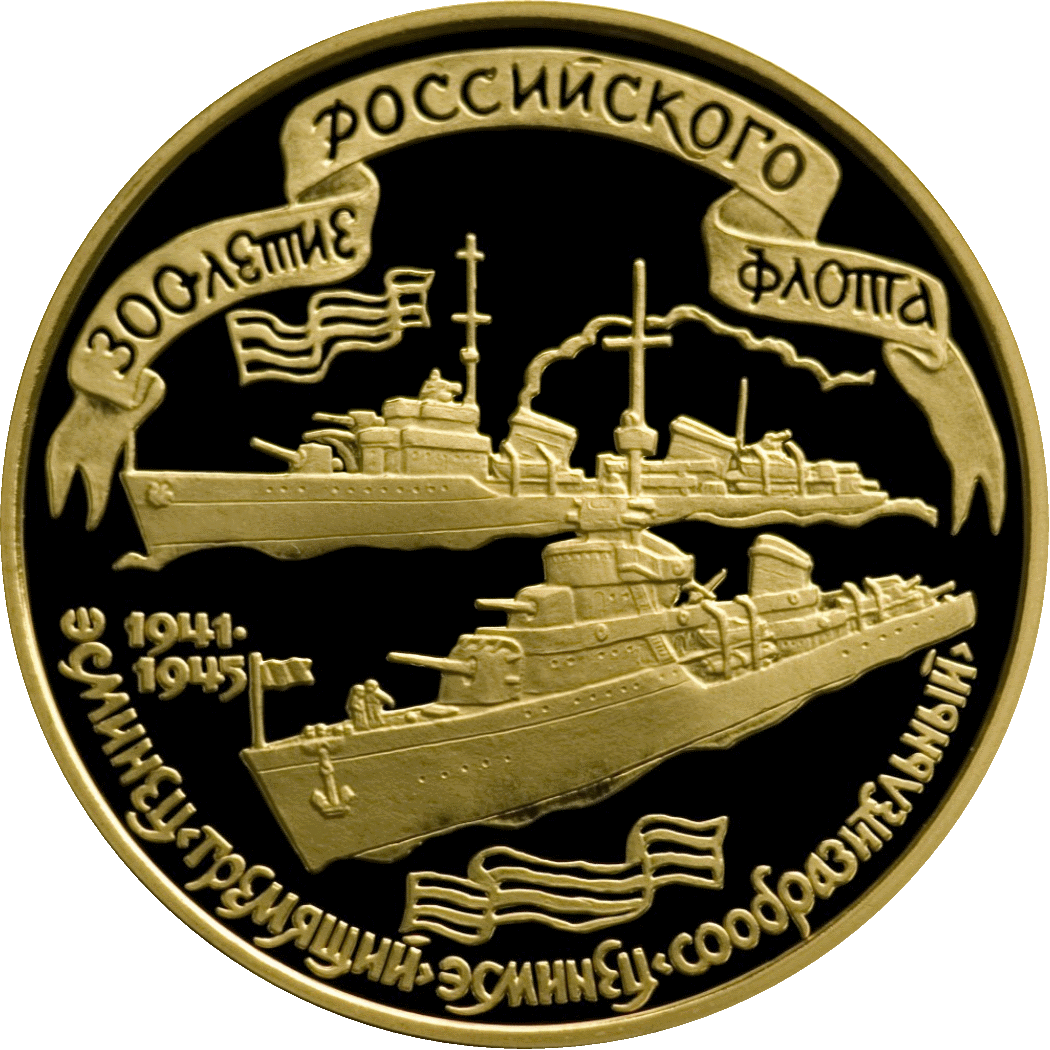
Реверс золотой памятной монеты номиналом 100 рублей 1996 года из серии «300-летие Российского флота». Эсминцы «Гремящий» и «Сообразительный».

«Гремящий» — советский эскадренный миноносец (ЭМ) проекта 7. Самый известный эсминец в серии, удостоенный звания «гвардейский». Заложен 23 июля 1936 года на заводе № 190 в Ленинграде, спущен на воду 12 августа 1937 года, введён в строй 28 августа 1939 года, в сентябре ушёл по Беломоро-Балтийскому каналу на север, 8 ноября 1939 года прибыл в Полярный и был включён в состав СФ.

## Служба
Во время войны с Финляндией нёс дозорную службу, участвовал в сопровождении транспортов, непосредственно в боевых действиях не участвовал.
С ноября 1940 по май 1941 года проходил гарантийный ремонт.
Начало Великой Отечественной войны встретил на базе Северного флота в Полярном. По приказу командующего флотом немедленно перешёл в Ваенгу. 24 июня 1941 года вышел в первый боевой поход, эскортировал транспорты «Моссовет» и «Циолковский» из Мурманска в Титовку. Затем вёл активную боевую работу в Кольском заливе. 15 июля 1941 года корабль открыл свой боевой счет — его зенитчики сбили немецкий самолёт.
В бою 18 августа корабль получил и свои первые повреждения от серии из 8 бомб, разорвавшихся в 10-15 метрах от его борта (повреждено орудие и оба дальномера, лопнули паропроводы и повреждены антенны).
После срочного ремонта 22 августа вместе с эсминцами «Урицкий», «Куйбышев» и «Громкий» вышел в море и привёл в Териберку повреждённую торпедой немецкой подводной лодки плавбазу «Мария Ульянова». В этом походе отряд 4 часа подряд атаковала немецкая авиация (на корабль сброшено свыше 50 бомб). «Гремящий» успешно отразил атаки авиации противника, сбив при этом один самолёт, но вновь получил повреждения от близких разрывов. 
В ночь с 24 на 25 ноября совместно с эсминцем «Громкий» и английским соединением (крейсер «Кения» и 2 эсминца) обстрелял норвежский порт Вардё, выпустил 89 130-мм снарядов.
С 24 по 28 января 1942 года участвовал в эскортировании конвоя QP-6. 5 февраля встал в ремонт на 15 суток.
21 февраля 1942 года эсминец обстреливал неприятельские позиции из губы Ара.
Участвовал в эскортировании: 1—4 марта конвоя QP-8; 11 и 12 марта конвоя PQ-12.
22 марта во время сопровождения конвоя QP-9 попал в 8-балльный шторм. От ударов волн треснул лист верхней палубы в районе 119-го шпангоута, появилась трещина в котельном кожухе на 75-м шпангоуте, лопнула труба магистрали питьевой воды. 23 марта в 4.00 в условиях плохой видимости и шторма потерял конвой и, проискав конвой весь день, возвратился в базу, но через четыре дня снова вышел в море.
29 марта 1942 года «Гремящий» и «Сокрушительный» вступили в охранение конвоя PQ-13. В 11 часов 18 минут в условиях плохой видимости были зафиксированы выстрелы корабельных орудий, затем вокруг эсминцев поднялись столбы от падающих снарядов. Внезапно на дистанции 15 кабельтовых появился эсминец Z-26.
«Сокрушительный» и «Гремящий» открыли огонь по противнику. «Сокрушительный» вторым залпом попал во вражеский эсминец в районе котельного отделения. Об эффективности управления огнем говорит тот факт, что противник дал по советским эсминцам пять залпов, на которые «Сокрушительный» и «Гремящий» ответили семью залпами. Однако плохая видимость помешала уничтожить противника, Z-26 скрылся в снежном заряде. Через некоторое время этот эсминец вместе с Z-24 и Z-25 атаковал британские корабли, но также получил несколько попаданий с крейсера «Тринидад». В бой с ним были также вовлечены «Сокрушительный» и «Гремящий». В итоге, немецкий эсминец был потоплен. После боя британские корабли ушли для оказания помощи повреждённому крейсеру «Тринидад». Оставшиеся в охранении «Гремящий» и «Сокрушительный» довели конвой без потерь.
30 марта в 19.15 на Кильдинском плёсе в точке 69°36′ с. ш. 34°03′ в. д. обнаружил рубку подводной лодки противника и сбросил на неё восемь малых и четыре большие глубинные бомбы. После бомбометания на поверхности наблюдали плавающую пробку, куски дерева и бумагу. Отечественные историки полагают, что потопленной является подводная лодка U-585, британские историки оспаривают этот факт и относят её потопление на долю английских кораблей охранения конвоя, а немецкие считают, что эта лодка в тот день вообще погибла от подрыва на мине.
10—12 апреля 1942 года эскортировал конвой QP-10; 17—19 апреля — конвой PQ-14; 28—30 апреля — конвой QP-11.
30 апреля сопровождал повреждённый британский крейсер «Эдинбург», но 1 мая в 3.50 вынужден был уйти в базу из-за нехватки топлива. 2 мая, приняв топливо, в 8.10 вновь вышел в море на помощь крейсеру «Эдинбург», но к тому времени тот уже затонул, и «Гремящий» вернулся в базу.
5 и 6 мая участвовал в эскортировании конвоя PQ-15.
8 мая осуществлял огневую поддержку действий войск десанта в районе мыса Пикшуев.
23 августа совместно с эсминцем «Сокрушительный» сопровождал в Кольский залив отряд боевых кораблей союзников.
С 25 до 27 августа участвовал в эскортировании транспорта «Диксон» к Белушьей Губе.
С 17 по 20 сентября участвовал в эскортировании конвоя PQ-18. 16 декабря командиром корабля назначается капитан-лейтенант (впоследствии капитан 3 ранга) Борис Дмитриевич Николаев.
16 января 1943 года встал в текущий ремонт, завершившийся 29 апреля.
1 марта 1943 года корабль удостоен звания «Гвардейского».
В 1943 году корабль участвовал в эскортировании:
- 8—10 мая конвоя КБ-5;
- 17 и 18 мая конвоя КБ-8;
- 28—31 мая двух транспортов из Кольского залива в Архангельск;
- 1 и 2 июня трех транспортов из Архангельска в Кольский залив;
- 8 и 9 июня двух транспортов в Иоканку;
- с 18 по 21 июня конвоя из Белого моря в Арктику;
- с 29 июня по 2 июля ледоколов из Белого моря в Арктику;
- 5 и 6 июля танкера из Белого моря в Кольский залив;
- 31 июля и 1 августа конвоя КБ-17;
- 3—5 августа конвоя БА-13;
- 8 и 9 августа конвоя ИБ-30;
- 15—17 августа конвоя БК-14;
- 24—27 августа конвоя КБ-21;
- 1—4 сентября конвоя БК-15;
- 7 и 8 сентября конвоя КБ-22;
- 17—19 сентября конвоя БК-17;
- 29 сентября — 1 октября конвоя КБ-24;
- 9—16 октября конвоя БА-27.

12 октября эскортируемый транспорт «Марина Раскова» в условиях штормовой погоды потерял руль, и далее «Гремящий» вёл его на буксире.
29 октября в 15.50 транспорт «Канин», снимаясь с якоря в Соломбале (Архангельск), ударил в борт «Гремящего», стоявшего на швартовых у причала. В результате эсминец получил надводную пробоину, ряд других повреждений и был поставлен к заводу «Красная кузница» для аварийного ремонта.
С 8 по 12 ноября участвовал в эскортировании конвоя БК-21. 19 ноября встал в ремонт. 15 января 1944 года вышел из ремонта.
21 и 22 января участвовал в безрезультатной попытке перехватить конвой противника в районе м. Маккаур. Участвовал в эскортировании:
- 27 и 28 января конвоя JW-56A;
- 29 января танкера из Иоканки в Кольский залив;
- 3 и 4 февраля конвоя RA-56;
- 28 и 29 февраля конвоя JW-57;
- 8 и 9 марта конвоя КБ-2; 27—29 марта конвоя БК-9;
- 4 и 5 апреля конвоя JW-58;
- 26 и 27 апреля конвоя БК-12;
- 28—30 апреля конвоя RA-59;
- 11—13 июня конвоя БК-14;
- 23—25 июня конвоя КБ-15.
- 3—5 июля конвоя БК-19;
- 6—8 июля конвоя БД-1.

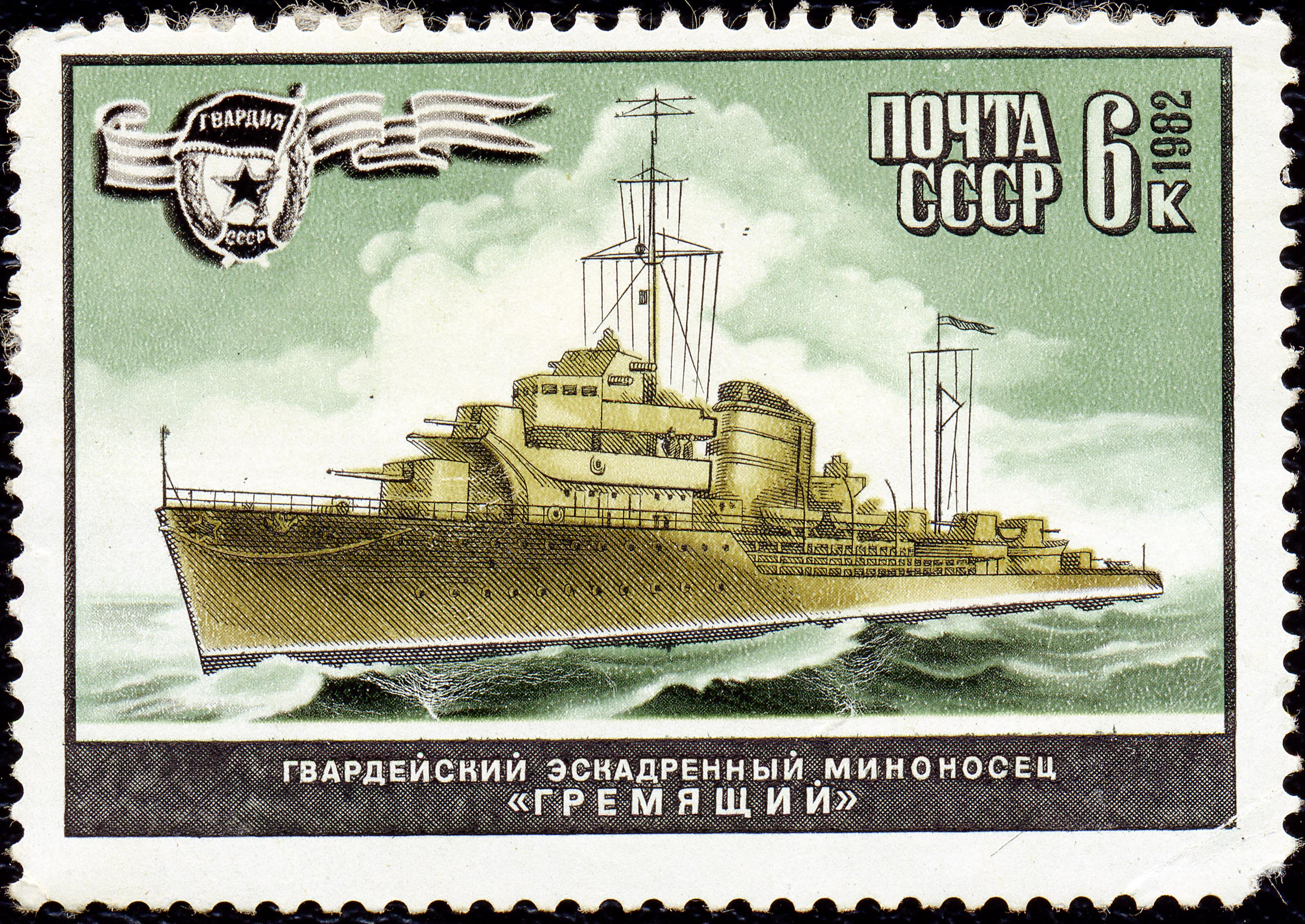
Марка Почты СССР.

16 июля командиром корабля назначается капитан 3 ранга Евгений Терентьевич Кашеваров.
С новым командиром участвовал в эскортировании:
- 24—26 августа конвоя JW-59;
- 28—30 августа конвоя БК-30;
- 23 и 24 сентября конвоя JW-60;
- 30 сентября и 1 октября конвоя КБ-29;
- 2 и 3 октября конвоя ИК-15.

9 октября совместно с эсминцем «Громкий» из губы Эйна осуществлял поддержку действий войск демонстрационного десанта на м. Пикшуев.
10 и 11 октября совместно с эсминцем «Громкий» обстреливал позиции германских войск и переправу противника через реку в районе Титовки.
16 и 17 октября участвовал в эскортировании конвоя ИК-17.
26 октября в составе отряда кораблей участвовал в поиске судов противника до Берлевога, но не обнаружил противника. Поэтому отряд кораблей повернул к норвежскому порту Вардё и обстрелял его.
Снова участвовал в эскортировании:
- 28—30 октября конвоя JW-61;

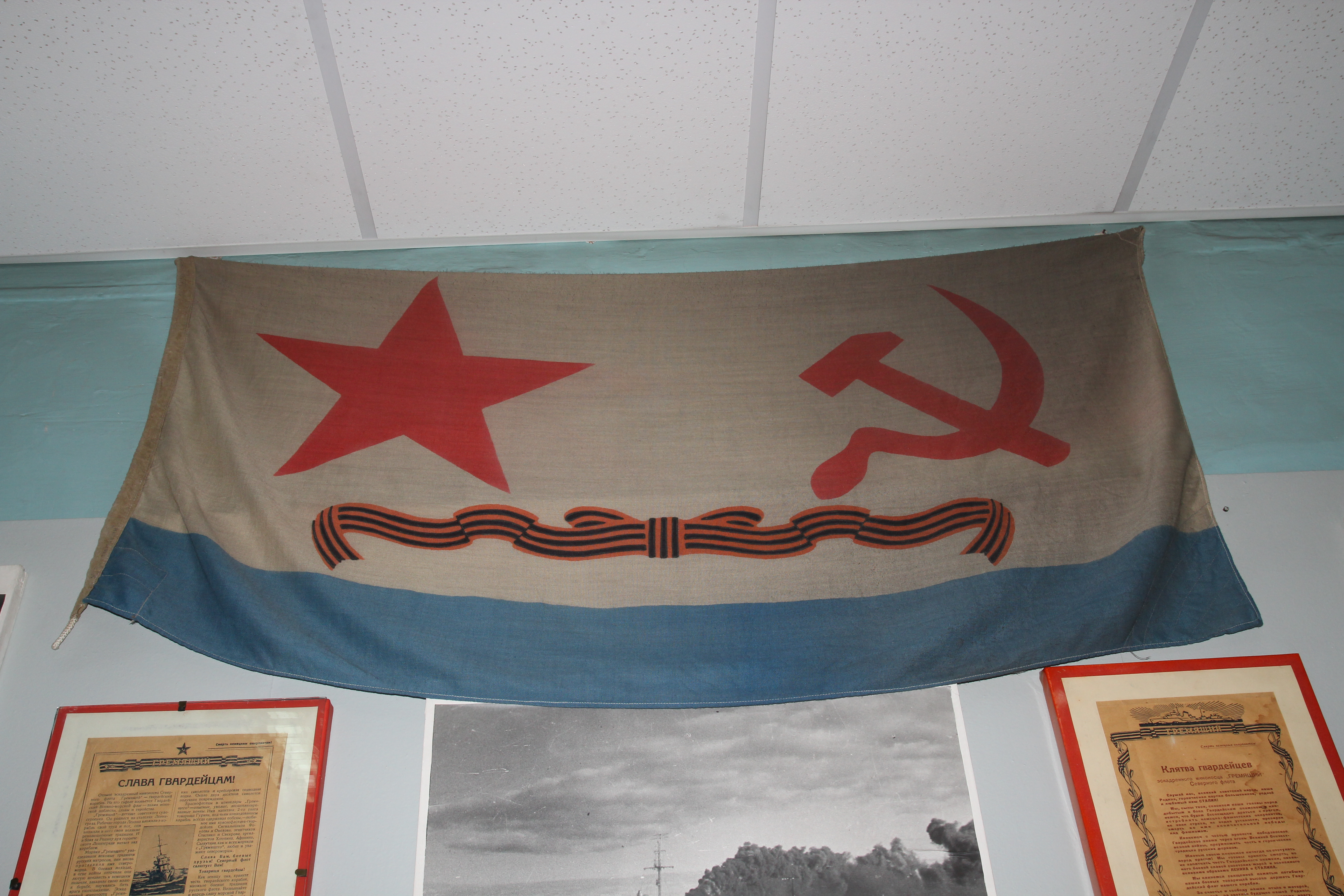
Гвардейский военно-морской флаг эсминца «Гремящий» в музее Северного флота

- 30 октября — 1 ноября конвоя RA-61;
- 3—5 ноября конвоя КБ-32;
- 19—21 ноября конвоя АБ-15;
- 24—26 ноября конвоя БК-37;
- 6—8 декабря конвоя JW-62.

14 декабря был поставлен на капитальный ремонт в Молотовске на заводе № 402 и более в войне не участвовал. 14 января 1945 года командиром корабля был назначен капитан 3 ранга Борис Владимирович Гаврилов.
Боевой итог «Гремящего» за годы войны: 90 боевых походов, пройдено почти 60 000 морских миль, отбито 112 атак немецкой авиации на корабль, сбито (по советским данным) 14 самолётов и повреждено свыше 20-ти, выполнено около 20 обстрелов береговых целей, атакованы 6 немецких подводных лодок (сброшено свыше 60 глубинных бомб)
В конце 1949 года корабль вернулся в боевой состав фота из ремонта. С марта 1954 года нёс службу в составе Беломорской военной флотилии. Участвовал в испытаниях торпеды с ядерной боеголовкой, взорванной 21 сентября 1955 года в 1200 метрах от корабля, находившегося на якоре, но с работающей в автоматическом режиме главной энергетической установкой. В апреле 1956 года выведен из боевого состава флота.
В 1957 году под командованием капитана-лейтенанта Алферова А. И. вошёл в бригаду опытных кораблей, специально созданных для обеспечения ядерных испытаний на Новой Земле. Для участия в испытаниях на корабле была смонтирована регистрирующая аппаратура, эсминец как опытовое судно был переименован в опытовое судно ОС-5. Участвовал в испытаниях ядерного оружия 7 сентября и 10 октября 1957 года, в ходе последних получил сильные повреждения, отбуксирован на мелководье в губе Чёрная на Новой Земле. Корпус корабля находится там по сей день.

## Командиры
- ноябрь 1938 — 16 декабря 1942 — капитан 3-го ранга А. И. Гурин (затем, ком-р 1-го дивизиона ЭМ эскадры СФ)
- 16 декабря 1942 — 26 июня 1944 — гвардии капитан-лейтенант / капитан 3-го ранга Б. Д. Николаев (переведен по болезни в штаб флота)
- ? — 16 июля 1944 — гвардии капитан-лейтенант Б. В. Гаврилов (затем, помком гв. ЭМ «Гремящий»)
- 16 июля 1944 — 14 января 1945 — гвардии капитан 3-го ранга / капитан 2-го ранга Е. Т. Кашеваров (затем, ком-р ЭМ «Разумный»)
- 14 января 1945—1947 — гвардии капитан-лейтенант Б. В. Гаврилов (врид)
- 1947—1950 — гвардии капитан 1-го ранга Н. А. Лышков
- декабрь 1954 — ? — гвардии капитан 2-го ранга Л. И. Чугунов
- ? — 1958 — гвардии капитан-лейтенант А. И. Алферов

## Герб эсминца
Герб представляет собой скошенный справа щит, в нижнем лазоревом поле которого окаймленный золотым контуром диамантовый (чёрный) трехглавый дракон с пылающими пастями, в верхней части в золотом поле три стоящих черных столба.